# DV Giochi
La daVinci Editrice o dV Giochi, nota ora come DV Games, è una casa editrice italiana di giochi da tavolo e giochi di carte fondata nel 2001.
Fra i suoi giochi più conosciuti si possono annoverare Bang! e Lupus in Tabula.
Il nome è un omaggio a Leonardo da Vinci.
In gennaio 2021 la casa editrice firma un contratto per l'acquisizione di Ghenos S.r.l. e del marchio Ghenos Games.

## Storia
Il nucleo originale di nove soci fondatori della casa editrice era formato principalmente da autori che ruotavano intorno alla rivista di giochi GiocAreA: fra loro Domenico Di Giorgio, Roberto Corbelli, Silvano Sorrentino, Stefano De Fazi e Andrés J. Voicu (più tardi si aggiungerà anche Emiliano Sciarra).
Dopo i primi giochi (come il Best of Show vinto da Bang! a Lucca Comics&Games) e all'estero (due Origins Award sempre per BANG!, una nomination per Lupus in Tabula e un terzo posto per Viva il Re al Japan Boardgame Prize), nel 2003 daVinci stringe i primi accordi commerciali con altri editori per la commercializzazione dei suoi giochi sul mercato estero.

## Sviluppi editoriali
Nel 2009 l'azienda riorganizza i suoi prodotti in 4 linee editoriali:
| Nome della linea      | Descrizione |
| --------------------- | --- |
| BANG! Game System     | Include giochi basati sulle stesse dinamiche di BANG!                                                              |
| Wolf Party Collection | Basata su ambientazioni "da brivido"                                                                               |
| One & Fun             | Giochi per famiglie ad alta rigiocabilità; la linea è basata sul motto: "Un minuto di regole, ore di divertimento" |
| Maestro               | Ne fanno parte i giochi da tavolo più strategici                                                                   |

A partire dal 2016 l'azienda riorganizza ancora una volta le linee editoriali. Ad oggi sono presenti:
| Nome della linea            | Descrizione                                                                    |
| --------------------------- | ------------------------------------------------------------------------------ |
| BANG! Game System           | Include giochi basati sulle stesse dinamiche di BANG!                          |
| Decktective e Deckscape     | Giochi di carte investigativi ed Escape Room da tavolo in formato tascabile    |
| Primi Giochi                | Linea destinata ai bambini fino a 6 anni                                       |
| Giochi per famiglie e party | Giochi per famiglie                                                            |
| Giochi strategici per tutti | Ne fanno parte i titoli che propongono della strategia non ad alta complessità |
| Giochi per esperti          | Ne fanno parte i giochi da tavolo più strategici                               |

A questo si affiancano poi i titoli in distribuzione e la sezione dedicata agli accessori e altri prodotti legati ai propri giochi.